# Tilda Swinton
Katherine Matilda Swinton (Londen, 5 november 1960) is een Brits actrice. Ze won in 2007 een Academy Award voor haar bijrol in Michael Clayton. Ze kreeg daarnaast meer dan vijftien andere acteerprijzen toegekend, waaronder een BAFTA Award (voor Michael Clayton) en de Volpi Cup op het Filmfestival van Venetië 1991 (voor Edward II). Ook vertolkte ze samen met Ezra Miller een opmerkelijke hoofdrol in "We Need to Talk About Kevin" (2011), waarin zij gestalte geeft aan Eva Katchadourian, een moeder die worstelt met de liefde voor haar zoon die al van kinds af een buitenbeentje blijkt. De film is gebaseerd op een boek van Lionel Shriver. In 1996 speelt ze ook een rol in de videoclip van de hit The Box van de dancegroep Orbital. Met die groep werkt ze in 2025 opnieuw samen wanneer ze een remake maken van hun oude track Deepest.
De familie Swinton maakt deel uit van de clan Swinton, een van de oudste families van Groot-Brittannië en een van de oudste waarvan bekend is dat zij land bezitten.

## Narnia
In 2005 speelde Swinton in de film De Kronieken van Narnia: De leeuw, de heks en de kleerkast de rol van Jadis, de Witte Heks. Deze rol speelde ze nogmaals in het vervolg, De Kronieken van Narnia: Prins Caspian uit 2008.